# 166-й истребительный авиационный полк
166-й истребительный авиационный полк (166-й иап) — воинская часть Военно-воздушных сил (ВВС) Вооружённых Сил РККА, принимавшая участие в боевых действиях Великой Отечественной войны.

## Наименования полка
За весь период своего существования полк несколько раз менял своё наименование:
- 166-й истребительный авиационный полк;
- 88-й гвардейский истребительный авиационный полк;
- 88-й гвардейский истребительный авиационный ордена Богдана Хмельницкого полк;
- 88-й гвардейский истребительный авиационный Краковский ордена Богдана Хмельницкого полк;
- Полевая почта 26218.

## Создание полка
166-й истребительный авиационный полк формировался в Киевском Особом военном округе (г. Умань) в период с 8 октября 1940 года по 20 января 1941 года в составе 44-й истребительной авиационной дивизии на самолётах И-16.

## Переименование полка
166-й истребительный авиационный полк за образцовое выполнение боевых задач и проявленные при этом мужество и героизм на основании Приказа НКО СССР переименован в 88-й гвардейский истребительный авиационный полк.

## В действующей армии
В составе действующей армии:
- с 22 июня 1941 года по 30 сентября 1941 года, всего — 100 дней,
- с 9 июня 1942 года по 16 августа 1942 года, всего — 68 дней,
- 7 декабря 1942 года по 11 марта 1943 года, всего — 94 дня,

Всего 264 дня

## Командиры полка
- капитан Козлов[3], 10.1940 — 1941
- майор Семёнов Константин Андрианович[3], 1941—1942
- капитан Четвертак Константин Касьянович (погиб)[3], 01.06.1942 — 19.07.1942
- гвардии майор Римша Стефан Стефанович (погиб)[3], 23.07.1942 — 08.07.1943

## В составе соединений и объединений
| Период        | Фронт (округ)                 | армия               | корпус                                | дивизия                                            | примечание                                                                                                |
| ------------- | ----------------------------- | ------------------- | ------------------------------------- | -------------------------------------------------- | --- |
| 08.10.1940 г. | Киевский особый военный округ | ВВС округа          |                                       | 44-я истребительная авиационная дивизия            | И-16 |
| 27.05.1941 г. | Киевский особый военный округ | ВВС округа          |                                       | 64-я истребительная авиационная дивизия            | аэр. Чернятин, 63 самолёта И-16                                                                           |
| 22.06.1941 г. | Юго-Западный фронт            | ВВС фронта          |                                       | 64-я истребительная авиационная дивизия            | аэр. Коломыя, 42 исправных самолёта И-16                                                                  |
| 04.07.1941 г. | Юго-Западный фронт            | ВВС фронта          |                                       | 64-я истребительная авиационная дивизия            | передал 19 И-16 вместе с лётчиками в 149-й иап, остальной личный состав ж/д эшелоном убыл в г. Кировоград |
| 05.07.1941 г. | Южный фронт                   | ВВС фронта          |                                       | 45-я смешанная авиационная дивизия                 | И-16, г. Кировоград                                                                                       |
| 05.09.1941 г. | Южный фронт                   | ВВС фронта          |                                       | 45-я смешанная авиационная дивизия                 | тыловая полоса фронта, переучивание на ЛаГГ-3                                                             |
| 30.09.1941 г. | Приволжский военный округ     | ВВС округа          |                                       | 4-й запасной истребительный авиационный полк       | г. Моршанск Тамбовской области, переучивание на ЛаГГ-3                                                    |
| 09.06.1942 г. | Северо-Кавказский фронт       | 5-я воздушная армия |                                       | 265-я истребительная авиационная дивизия           | ЛаГГ-3 |
| 26.06.1942 г. | Черноморский флот             | ВВС флота           |                                       |                                                    | оперативное подчинение, ЛаГГ-3                                                                            |
| 04.07.1942 г. | Северо-Кавказский фронт       | 5-я воздушная армия |                                       | 265-я истребительная авиационная дивизия           | ЛаГГ-3 |
| 11.07.1942 г. | Северо-Кавказский фронт       | 5-я воздушная армия |                                       | 236-я истребительная авиационная дивизия           | ЛаГГ-3 |
| 15.08.1942 г. | Закавказский фронт            |                     |                                       | 26-й запасной истребительный авиационный полк      | доукомплектование                                                                                         |
| 07.12.1942 г. | Северо-Кавказский фронт       | 4-я воздушная армия |                                       | 217-я истребительная авиационная дивизия           | ЛаГГ-3 |
| 26.02.1943 г. | Московский военный округ      | ВВС округа          |                                       | 14-й запасной истребительный авиационный полк      | Иваново, переучивание на Ла-5                                                                             |
| 23.04.1943 г. | Резерв ставки ВГК             |                     | 5-й истребительный авиационный корпус | 217-я истребительная авиационная дивизия           | Ла-5 |
| 01.05.1943 г. | Резерв ставки ВГК             |                     | 5-й истребительный авиационный корпус | 8-я гвардейская истребительная авиационная дивизия | Полк преобразован в гвардейский, Ла-5                                                                     |

## Первая победа полка в воздушном бою
Первая известная воздушная победа полка в Великой Отечественной войне одержана 26 июня 1941 года: лейтенант Юшин И. Г. в воздушном бою в районе г. Каменец-Подольский сбил разведчик противника Henschel Hs 126.

## Участие в операциях и битвах
- Приграничные сражения — с 22 июня 1941 года по 29 июня 1941 года
- Армавиро-Майкопская операция — с 6 августа 1942 года по 17 августа 1942 года.
- Ростовская операция — с 1 января 1943 года по 18 февраля 1943 года.

## Отличившиеся воины полка
- Монетов Николай Александрович, командир звена[4], полковник в отставке, Указом Президента Российской Федерации № 1036 от 11 октября 1995 года за мужество и героизм, проявленные в борьбе с немецко-фашистскими захватчиками в Великой Отечественной войне 1941—1945 годов присвоено звание Героя Российской Федерации со вручением медали «Золотая звезда», медаль № 229. Посмертно.

## Статистика боевых действий
Всего за годы Великой Отечественной войны полком:
| Выполнено боевых вылетов | Сбито самолётов в воздухе | Уничтожено самолётов всего |
| ------------------------ | ------------------------- | -------------------------- |
| 2787                     | 23                        | 23                         |

Свои потери:
| Потеряно самолётов, всего | Погибло лётчиков всего |
| ------------------------- | ---------------------- |
| 30                        | 15                     |

## Самолёты на вооружении
| Период      | Самолёты |
| ----------- | -------- |
| 1940 — 1941 | И-16     |
| 1941 — 1943 | ЛаГГ-3   |
| 1943 — 1945 | Ла-5     |